# Wonderful Life (single van Black)
"Wonderful Life" is een nummer van de Britse zanger-muzikant Black. Het nummer verscheen op zijn gelijknamige debuutalbum uit 1987. In 1986 werd het nummer eerst in het Verenigd Koninkrijk en Ierland uitgebracht als de eerste single van het album. In september 1987 werd het nummer in Europa, Australië, Nieuw-Zeeland en Japan heruitgebracht op single.

## Achtergrond
"Wonderful Life" is geschreven door Black onder zijn eigen naam Colin Vearncombe en geproduceerd door Dave Dix. Black schreef het nummer toen hij weinig geld had. Over het succes van de single vertelde hij: "Ik was eigenlijk ironisch... De meeste mensen namen het echter serieus." Het nummer werd in september 1986 voor het eerst in het Verenigd Koninkrijk en Ierland als single uitgebracht door Ugly Man Records, maar kwam niet verder dan een 72e positie in de UK Singles Chart. Hierna namen Black en Ugly Man het besluit om de single uit te brengen op het grotere platenlabel A&M Records, na het succes van de volgende single "Sweetest Smile". Ditmaal werd het een grotere hit: in thuisland het Verenigd Koninkrijk werd nu de 8e positie behaald. In Oostenrijk zelfs de nummer 1-positie, Duitsland, Zwitserland en Frankrijk de 2e, Nieuw-Zeeland de 23e, Australië en Ierland de 7e en in de Eurochart Hot 100 de 5e positie. 
In Nederland werd de plaat in de herfst van 1987 veel gedraaid op Radio 3 en werd een radiohit in de destijds twee landelijke hitlijsten op de nationale publieke popzender. De plaat bereikte de 7e positie in de Nederlandse Top 40 en de 10e positie in de Nationale Hitparade Top 100. In de Europese hitlijst op Radio 3, de TROS Europarade, werd géén notering behaald aangezien deze hitlijst op donderdag 25 juni 1987 voor de laatste keer werd uitgezonden. 
In België bereikte de plaat de 6e positie in de voorloper van de Vlaamse Ultratop 50 en de 5e positie in de Vlaamse Radio 2 Top 30. In Wallonië werd géén notering behaald.

### Coverversies
Diverse artiesten hebben covers opgenomen van "Wonderful Life". In Nederland werd de versie van Mathilde Santing in 1999 een grotere hit dan het origineel met een 6e positie in de Nederlandse Top 40 op destijds Radio 538 en een 5e positie in de publieke hitlijst; destijds de Mega Top 100 op Radio 3FM. 
In 2005 werd deze versie gebruikt in een radio-en televisie reclame van Interpolis. Een cover door Tina Cousins werd in 2005 een hit in het Verenigd Koninkrijk en Australië. Overige covers zijn gemaakt door onder anderen Ace of Base, Csézy, Lara Fabian, The Hoosiers, Kirka, Levenslijn 2000, Rosa López, Katie Melua, Myslovitz, Rob de Nijs, Kate Ryan, Scooter, Seeed, Smith & Burrows, Kim Wilde en Zucchero.

## Hitnoteringen

### Black

#### Nederlandse Top 40
| Hitnotering: 10-10-1987 t/m 21-11-1987 | Hitnotering: 10-10-1987 t/m 21-11-1987 | Hitnotering: 10-10-1987 t/m 21-11-1987 | Hitnotering: 10-10-1987 t/m 21-11-1987 | Hitnotering: 10-10-1987 t/m 21-11-1987 | Hitnotering: 10-10-1987 t/m 21-11-1987 | Hitnotering: 10-10-1987 t/m 21-11-1987 | Hitnotering: 10-10-1987 t/m 21-11-1987 | Hitnotering: 10-10-1987 t/m 21-11-1987 |
| Week                                   | 1                                      | 2                                      | 3                                      | 4                                      | 5                                      | 6                                      | 7                                      |                                        |
| -------------------------------------- | -------------------------------------- | -------------------------------------- | -------------------------------------- | -------------------------------------- | -------------------------------------- | -------------------------------------- | -------------------------------------- | -------------------------------------- |
| Positie                                | 27                                     | 17                                     | 11                                     | 7                                      | 8                                      | 14                                     | 27                                     | uit                                    |

#### Nationale Hitparade Top 100
| Hitnotering: 26-09-1987 t/m 12-12-1987 | Hitnotering: 26-09-1987 t/m 12-12-1987 | Hitnotering: 26-09-1987 t/m 12-12-1987 | Hitnotering: 26-09-1987 t/m 12-12-1987 | Hitnotering: 26-09-1987 t/m 12-12-1987 | Hitnotering: 26-09-1987 t/m 12-12-1987 | Hitnotering: 26-09-1987 t/m 12-12-1987 | Hitnotering: 26-09-1987 t/m 12-12-1987 | Hitnotering: 26-09-1987 t/m 12-12-1987 | Hitnotering: 26-09-1987 t/m 12-12-1987 | Hitnotering: 26-09-1987 t/m 12-12-1987 | Hitnotering: 26-09-1987 t/m 12-12-1987 | Hitnotering: 26-09-1987 t/m 12-12-1987 | Hitnotering: 26-09-1987 t/m 12-12-1987 |
| Week                                   | 1                                      | 2                                      | 3                                      | 4                                      | 5                                      | 6                                      | 7                                      | 8                                      | 9                                      | 10                                     | 11                                     | 12                                     |                                        |
| -------------------------------------- | -------------------------------------- | -------------------------------------- | -------------------------------------- | -------------------------------------- | -------------------------------------- | -------------------------------------- | -------------------------------------- | -------------------------------------- | -------------------------------------- | -------------------------------------- | -------------------------------------- | -------------------------------------- | -------------------------------------- |
| Positie                                | 64                                     | 38                                     | 18                                     | 16                                     | 11                                     | 10                                     | 12                                     | 23                                     | 31                                     | 44                                     | 58                                     | 80                                     | uit                                    |

#### NPO Radio 2 Top 2000
| Nummer met noteringen in de NPO Radio 2 Top 2000 | '99 | '00 | '01 | '02 | '03 | '04 | '05 | '06 | '07 | '08 | '09  | '10  | '11  | '12  | '13  | '14  | '15  | '16  | '17  | '18  | '19  | '20  | '21  | '22  | '23  | '24  |
| ------------------------------------------------ | --- | --- | --- | --- | --- | --- | --- | --- | --- | --- | ---- | ---- | ---- | ---- | ---- | ---- | ---- | ---- | ---- | ---- | ---- | ---- | ---- | ---- | ---- | ---- |
| Wonderful Life                                   | 555 | 432 | 720 | 734 | 798 | 814 | 755 | 875 | 852 | 777 | 1463 | 1327 | 1469 | 1499 | 1435 | 1675 | 1655 | 1602 | 1520 | 1721 | 1713 | 1699 | 1640 | 1778 | 1909 | 1545 |

1. ↑  Een vetgedrukt getal geeft de hoogste notering aan.

### Mathilde Santing

#### Nederlandse Top 40
| Hitnotering: 20-03-1999 t/m 12-06-1999 | Hitnotering: 20-03-1999 t/m 12-06-1999 | Hitnotering: 20-03-1999 t/m 12-06-1999 | Hitnotering: 20-03-1999 t/m 12-06-1999 | Hitnotering: 20-03-1999 t/m 12-06-1999 | Hitnotering: 20-03-1999 t/m 12-06-1999 | Hitnotering: 20-03-1999 t/m 12-06-1999 | Hitnotering: 20-03-1999 t/m 12-06-1999 | Hitnotering: 20-03-1999 t/m 12-06-1999 | Hitnotering: 20-03-1999 t/m 12-06-1999 | Hitnotering: 20-03-1999 t/m 12-06-1999 | Hitnotering: 20-03-1999 t/m 12-06-1999 | Hitnotering: 20-03-1999 t/m 12-06-1999 | Hitnotering: 20-03-1999 t/m 12-06-1999 | Hitnotering: 20-03-1999 t/m 12-06-1999 |
| Week                                   | 1                                      | 2                                      | 3                                      | 4                                      | 5                                      | 6                                      | 7                                      | 8                                      | 9                                      | 10                                     | 11                                     | 12                                     | 13                                     |                                        |
| -------------------------------------- | -------------------------------------- | -------------------------------------- | -------------------------------------- | -------------------------------------- | -------------------------------------- | -------------------------------------- | -------------------------------------- | -------------------------------------- | -------------------------------------- | -------------------------------------- | -------------------------------------- | -------------------------------------- | -------------------------------------- | -------------------------------------- |
| Positie                                | 15                                     | 11                                     | 6                                      | 6                                      | 10                                     | 10                                     | 13                                     | 17                                     | 20                                     | 22                                     | 25                                     | 33                                     | 37                                     | uit                                    |

#### Mega Top 100
| Hitnotering: 06-03-1999 t/m 17-07-1999 | Hitnotering: 06-03-1999 t/m 17-07-1999 | Hitnotering: 06-03-1999 t/m 17-07-1999 | Hitnotering: 06-03-1999 t/m 17-07-1999 | Hitnotering: 06-03-1999 t/m 17-07-1999 | Hitnotering: 06-03-1999 t/m 17-07-1999 | Hitnotering: 06-03-1999 t/m 17-07-1999 | Hitnotering: 06-03-1999 t/m 17-07-1999 | Hitnotering: 06-03-1999 t/m 17-07-1999 | Hitnotering: 06-03-1999 t/m 17-07-1999 | Hitnotering: 06-03-1999 t/m 17-07-1999 | Hitnotering: 06-03-1999 t/m 17-07-1999 | Hitnotering: 06-03-1999 t/m 17-07-1999 | Hitnotering: 06-03-1999 t/m 17-07-1999 | Hitnotering: 06-03-1999 t/m 17-07-1999 | Hitnotering: 06-03-1999 t/m 17-07-1999 | Hitnotering: 06-03-1999 t/m 17-07-1999 | Hitnotering: 06-03-1999 t/m 17-07-1999 | Hitnotering: 06-03-1999 t/m 17-07-1999 | Hitnotering: 06-03-1999 t/m 17-07-1999 | Hitnotering: 06-03-1999 t/m 17-07-1999 | Hitnotering: 06-03-1999 t/m 17-07-1999 |
| Week                                   | 1                                      | 2                                      | 3                                      | 4                                      | 5                                      | 6                                      | 7                                      | 8                                      | 9                                      | 10                                     | 11                                     | 12                                     | 13                                     | 14                                     | 15                                     | 16                                     | 17                                     | 18                                     | 19                                     | 20                                     |                                        |
| -------------------------------------- | -------------------------------------- | -------------------------------------- | -------------------------------------- | -------------------------------------- | -------------------------------------- | -------------------------------------- | -------------------------------------- | -------------------------------------- | -------------------------------------- | -------------------------------------- | -------------------------------------- | -------------------------------------- | -------------------------------------- | -------------------------------------- | -------------------------------------- | -------------------------------------- | -------------------------------------- | -------------------------------------- | -------------------------------------- | -------------------------------------- | -------------------------------------- |
| Positie                                | 53                                     | 20                                     | 14                                     | 9                                      | 5                                      | 7                                      | 8                                      | 11                                     | 12                                     | 18                                     | 19                                     | 21                                     | 25                                     | 31                                     | 37                                     | 44                                     | 50                                     | 62                                     | 70                                     | 77                                     | uit                                    |